# Інститут єврейських досліджень імені Шехтера
Інститут єврейських студій імені Шехтера (івр. מכון שכטר למדעי היהדות , Махон Шехтер, розташований в районі Неве Гранот в Єрусалимі) — академічний заклад, пов'язаний з консервативним юдаїзмом .

## Історія
Інститут заснований у 1984 році Єврейською теологічною семінарією (Нью-Йорк) та ізраїльським рухом Масорті як семінарія рабинів, відома як «Семінарія юдаїки». Інститут Шехтера з 1990 року розташований у ройоні Неве Гранот за Музеєм Ізраїлю.
У кампусі в Єрусалимі, на додаток до аспірантури, є Рабинська семінарія Шехтера, освітній фонд TALI та Мідрешет Єрушалаїм. Інститут імені Шехтера також керує Центром спадщини єврейської культури в історичній колишній будівлі Cafe Lorenz в районі Неве-Цедек Тель-Авіва.
Понад 600 аспірантів спеціалізуються на чотирнадцяти напрямках єврейських студій, включаючи мистецтво, жіночі дослідження, дослідження сім'ї та громади, викладання, неформальну освіту та класичні єврейські дисципліни, такі як Біблія, Талмуд, Мідраш та Єврейська думка. Його найновіша програма — Marpeh — унікальна для Ізраїлю — поєднує капеланство охорони здоров'я зі ступенем з вивчення сім'ї та громади.
Інститут Шехтера налічує 56 викладачів на повній та неповній зайнятості та понад 1200 випускників освітнього ступеня магістра. Багато хто працює в ізраїльській шкільній системі директорами та вчителями, в міністерстві освіти на керівних посадах, включаючи планування навчальних програм, або в загальнонаціональній асоціації громадських центрів.
Дослідницькі центри Шехтера включають Центр жіночого та єврейського права, Центр юдаїзму та мистецтв і Центр прикладного єврейського права.

## Відомі науковці
- Давид Голінкін, Талмуд і єврейське право
- Еліезер Швайд, єврейська філософія
- Шамма Фрідман,[3]  Талмуд